# Сучасне Роккове життя: Прилипання
Сучасне Роккове життя: Прилипання (англ. Rocko's Modern Life: Static Cling: The Rocko Special) — американський спеціальний анімаційний потоковий телевізійний мультфільм 2019 року, заснований на шоу Джо Мюррея, Сучасне Роккове життя. Спочатку була запланована прем'єра на Nickelodeon у 2018 році як спеціальна телевізійна програма, але не вийшла в ефір; у травні 2019 року Nickelodeon продав права на розповсюдження спеціального випуску Netflix, який випустив його 9 серпня 2019 року через 23 роки після оригінального фіналу серіалу.
Після 20 років перебування в космосі Рокко та його друзі повертаються до О-тауна кінця 2010-х із сучасними зручностями, такими як телефони з сенсорним екраном, що постійно оновлюються, радіоактивні енергетичні напої, вантажівки з їжею та кафе на кожному розі. Рокко, який не поділяє ентузіазму Геффера та Філберта щодо 21 століття, намагається повернути в ефір своє улюблене телешоу «The Fatheads», оскільки це останній пережиток його минулого; для цього він вирушає на пошуки творця серіалу.

## Сюжет
Після того, як будинок Рокко було запущено в космос, Рокко, Геффер, Філберт і Хоробрий 20 років дрейфували, не роблячи нічого, крім перегляду старих епізодів «The Fatheheads». Проходячи повз Землю, Філберт розуміє, що пульт дистанційного керування ракетою весь час був прикріплений до дупи Геффера. Вони використовують кнопку повернення та повертаються в місто О-Таун, яке, як їм здається, різко змінилося за останні 20 років. Геффер і Філберт швидко приймають усі нові звичаї та технології, але Рокко приголомшений і усамітнюється у своєму будинку. Бев Головата приїжджає вітати Рокко з поверненням на Землю; коли Рокко запитав, чому він не може знайти своє улюблене шоу на телебаченні, вона пояснила, що шоу не транслювалося багато років, на великий жах Рокко.
Тим часом Ед Головатий допускає описку через нещасний випадок, спричинений повторним входженням Рокко. В результаті Конглом-O стає банкрутом разом з усім O-Тауном. Еда звільняють, а його будинок планують знести наступного дня. За пропозицією Рокко вони повертаються до Конглом-O і переконують містера Дюпетта повернути «The Fatheheads», стверджуючи, що відродження заробить достатньо грошей, щоб врятувати компанію. Дюпетт погоджується та знову бере на роботу Еда, але потім наказує Братам Хамелеонам поставити спеціальний анімаційний CGI. Переконаний, що цей новий напрямок зруйнує «The Fatheheads», Рокко вирішує знайти оригінального творця Ральфа Головатого, який пішов у подорож самопізнання багато років тому. Використовуючи диван, прикріплений до безпілотника, він, Геффер і Філберт подорожують світом у пошуках Ральфа, але їхній акумулятор розряджається, і вони падають на посадку в пустелі. Там вони знаходять Ральфа. З’ясувалося, що цей персонаж змінив своє ім’я на Рейчел, керуючи вантажівкою з морозивом. Рокко благає Рейчел повернутися в О-Таун і повернути «The Fatheads», і він врешті погоджується заради своєї родини.
Тим часом Дюпетт незадоволений спеціальним випуском CGI Fatheads і наймає Рейчел, коли Рокко повертається з ним. Однак Ед не приймає переходу Рейчел. Він злиться і відкидає свою нову реальність, що змушує його залишити роботу та залишає Конглом-О та всіх жителів О-Тауна під загрозою. Рокко намагається виправити все випробування, на що Ед кричить: «Чому б тобі не повернутися в 90-ті, де тобі місце?» Рокко йде, відчуваючи провину за подальше руйнування речей, головним чином стосунків Рейчел і Еда.
Бев наполягає на тому, щоб Ед відійшов від своєї трансфобії, на що він пояснює, що його гнів спрямований на те, що все змінюється. Після того, як Рейчел згадала приємні спогади про своїх батьків і натхненний підтвердженням Рокко її роботи та особистості, він починає працювати над новим ексклюзивом. Рокко знаходить Еда в його тепер уже зруйнованому будинку, і вони обговорюють їхній спільний страх і опір змінам. Вітер змін з’являється, щоб прочитати їм лекцію про те, що зміни є ключем до щастя. Тоді Рокко отримує телефонний дзвінок від Геффера та Філберта, які повідомляють йому, що спеціальний фільм «The Fatheads» готовий і скоро відбудеться прем’єра в Конглом-O. Він тягне Еда на прем’єру, і вони починають дивитися, але дізнаються, що Рейчел додав нового персонажа до серіалу: малюка. Усі, окрім Рокко, люблять нового персонажа, який призвів до заробітку мільярдів доларів, а Ед, побачивши вплив їхнього сімейного життя в цьому, примирився з Рейчел.
Рокко сердито заявляє про своє несхвалення цього, вважаючи, що нова концепція надто відрізняється від оригінального шоу, але Ед переконує його, що зміни є частиною життя і їх слід прийняти, що Рокко потім і робить. Ракета, яка запустила будинок Рокко, раптово врізається в будівлю Конглом-O, запускаючи його та Дюпетта в космос, а зароблені гроші зливаються на натовп, рятуючи місто. Філберт возз’єднується зі своєю дружиною та родиною, а Рейчел та його батьки вирушають до нового спільного життя у фургоні з морозивом.

## Виробництво
У вересні 2015 року Nickelodeon заявив, що деякі з його старих проектів розглядаються для відродження, і що «Сучасне Роккове життя» є одним із них.
У серпні 2016 року компанія Nickelodeon оголосила, що запустила одногодинний спеціальний випуск із Джо Мюрреєм як виконавчим продюсером. Мюррей розповів Motherboard, що в спеціальному випуску Рокко повернеться в О-Таун після 20 років перебування в космосі, і що він буде зосереджений на довірі людей до сучасних технологій. У червні 2017 року було оголошено, що спеціальний випуск буде називатися «Сучасне Роккове життя: Прилипання» і що він вийде в ефір у 2018 році. Вони підтвердили, що весь основний акторський склад повторить свої ролі, разом із новими акторами озвучення Стівом Літтлом і співрежисером Космо Сегурсононом. Спеціальний короткий огляд був опублікований, щоб збігтися з панеллю Рокко на Comic-Con у Сан-Дієго 2017 року.
У травні 2019 року було оголошено, що Netflix придбав права на розповсюдження мультфільму, а через день потокова служба підтвердила, що прем’єра відбудеться влітку 2019 року.
У липні 2019 року разом з ексклюзивним кліпом, офіційна сторінка Сучасного Роккового життя в Instagram та різні джерела новин підтвердили, що прем’єра шоу відбудеться на Netflix 9 серпня 2019 року.

## Реліз
Виробництво спеціального випуску офіційно завершилося 8 лютого 2018 року.
24 вересня 2018 року Мюррей коротко повідомив про відсутність новин щодо виходу спеціального випуску. Він не підтвердив і не спростував чутки про вихід спеціального випуску в ефір, заявивши, що «дав клятву зберігати таємницю».
10 травня 2019 року, під час телефонної конференції, присвяченої другим доходам Viacom, президент Viacom Роберт Бекіш оголосив, що Netflix придбав права на розповсюдження фільму Рокко «Сучасне життя: Прилипання», і через три дні стрімінговий сервіс підтвердив, що прем'єра відбудеться влітку 2019 року.
16 липня 2019 року офіційна сторінка Сучасного Роккового життя в Інстаграмі та різні новинні джерела підтвердили, що прем'єра шоу на Netflix відбудеться 9 серпня 2019 року.

## Відгуки
Спеціальна програма має рейтинг схвалення 92% на Rotten Tomatoes на основі 24 відгуків із середнім балом 7,9/10. Консенсус критиків гласить: «Приємно дивний і напрочуд глибокодумний, Rocko's Modern Life: Static Cling успішний і як ностальгічний погляд назад, і як великий стрибок вперед». З моменту виходу критики схвалили фільм, який розглядає концепцію змін та ностальгії, а деякі стверджували, що він є «прогресивним» і є «великим кроком» для Nickelodeon. Кевін Джонсон з The AV Club поставив спеціальному випуску «A−», назвавши його «розумнішим і потужнішим, резонанснішим твором сатири, ніж загальна репутація шоу», маючи на увазі кількість відвертого гумору, який фанати запам’ятали з серіалу, а особливо вихваляючи метасюжет перезавантажень. З іншого боку, рецензія TV Guide була однозначно більш змішаною до негативної, заявивши, що спеціальний серіал «смішний, коли він не намагається встигати, а просто розв’язується», також зазначивши, що автори «не змогли обґрунтувати ефективну реакцію на божевілля сучасності».